# Pakisztán az 1996. évi nyári olimpiai játékokon
Pakisztán az egyesült államokbeli Atlantában megrendezett 1996. évi nyári olimpiai játékok egyik részt vevő nemzete volt. Az országot az olimpián 5 sportágban 24 sportoló képviselte, akik érmet nem szereztek.

## Atlétika
Férfi
| Versenyző    | Versenyszám   | Selejtező | Selejtező | Döntő    | Döntő    |
| Versenyző    | Versenyszám   | Eredmény  | Helyezés  | Eredmény | Helyezés |
| ------------ | ------------- | --------- | --------- | -------- | -------- |
| Aqarab Abbas | Kalapácsvetés | 65,60 m   | 34.       | kiesett  | kiesett  |

Női
| Versenyző      | Versenyszám | Selejtező | Selejtező | Döntő    | Döntő    |
| Versenyző      | Versenyszám | Eredmény  | Helyezés  | Eredmény | Helyezés |
| -------------- | ----------- | --------- | --------- | -------- | -------- |
| Shabana Akhtar | Távolugrás  | 580 cm    | 33.       | kiesett  | kiesett  |

## Birkózás
Szabadfogású
| Versenyző          | Versenyszám | 32-es főtábla                  | Nyolcaddöntő      | Negyeddöntő       | Elődöntő          | Vigaszág 2. kör        | Vigaszág 3. kör                   | Vigaszág 4. kör   | Vigaszág 5. kör   | Vigaszág 6. kör   | Bronz- mérkőzés   | Döntő             | Helyezés |
| Versenyző          | Versenyszám | Ellenfél Eredmény              | Ellenfél Eredmény | Ellenfél Eredmény | Ellenfél Eredmény | Ellenfél Eredmény      | Ellenfél Eredmény                 | Ellenfél Eredmény | Ellenfél Eredmény | Ellenfél Eredmény | Ellenfél Eredmény | Ellenfél Eredmény | Helyezés |
| ------------------ | ----------- | ------------------------------ | ----------------- | ----------------- | ----------------- | ---------------------- | --------------------------------- | ----------------- | ----------------- | ----------------- | ----------------- | ----------------- | -------- |
| Bashir Bhola Bhala | 90 kg       | Maharbek Hadarcev (RUS) · 0–10 |                   |                   |                   | Bob Renney (AUS) · 7–3 | Ričardas Pauliukonis (LTU) · 0–12 | kiesett           | kiesett           | kiesett           | kiesett           |                   | 16.      |

## Gyeplabda

### Férfi
| Pakisztáni férfi gyeplabdacsapat-játékoskeret | Pakisztáni férfi gyeplabdacsapat-játékoskeret                                                                                    |
| --- | --- |
| - Manzoor Ahmed - Muhammad Danish Kalim - Naveed Alam - Muhammad Usman - Muhammad Khalid - Muhammad Shafqat Malik - Muhammad Sarwar - Tahir Zaman | - Kamran Ashraf - Muhammad Shahbaz - Shahbaz Ahmed - Khalid Mahmood - Mujahid Ali Rana - Irfan Mahmood - Aleem Raza - Rahim Khan |

#### Eredmények
Csoportkör
A csoport
| Csapat                 | M | Gy | D | V | G+ | G– | Gk  | P |
| ---------------------- | - | -- | - | - | -- | -- | --- | - |
| Spanyolország (ESP)    | 5 | 4  | 0 | 1 | 14 | 5  | +9  | 8 |
| Németország (GER)      | 5 | 3  | 1 | 1 | 10 | 3  | +7  | 7 |
| India (IND)            | 5 | 2  | 2 | 1 | 8  | 3  | +5  | 6 |
| Pakisztán (PAK)        | 5 | 2  | 1 | 2 | 11 | 8  | +3  | 5 |
| Argentína (ARG)        | 5 | 2  | 0 | 3 | 9  | 13 | –4  | 4 |
| Egyesült Államok (USA) | 5 | 0  | 0 | 5 | 3  | 23 | –20 | 0 |

| 1996. július 20. 17:30 | Pakisztán (PAK)                           | 4–0   | Egyesült Államok (USA) | Játékvezetők: Patrick van Beneden (BEL), Vasutheven Sasidharan (MAS) |
| 1996. július 20. 17:30 | Shahbaz 10' · Ashraf 18', 25' · Zaman 52' | (3–0) |                        | Játékvezetők: Patrick van Beneden (BEL), Vasutheven Sasidharan (MAS) |

| 1996. július 22. 09:00 | Pakisztán (PAK) | 0–3   | Spanyolország (ESP)          | Játékvezetők: Ayman Amin (EGY), Peter von Reth (NED) |
| 1996. július 22. 09:00 |                 | (0–2) | Arnau 22', 43' · Escarré 30' | Játékvezetők: Ayman Amin (EGY), Peter von Reth (NED) |

| 1996. július 24. 20:00 | Németország (GER)              | 3–1   | Pakisztán (PAK) | Játékvezetők: Patrick van Beneden (BEL), Donald Prior (AUS) |
| 1996. július 24. 20:00 | Becker 6', 49' · Meinhardt 39' | (1–0) | Khalid 62'      | Játékvezetők: Patrick van Beneden (BEL), Donald Prior (AUS) |

| 1996. július 26. 17:30 | Pakisztán (PAK) | 0–0 | India (IND) | Játékvezetők: Peter von Reth (NED), Craig Madden (GBR) |
| 1996. július 26. 17:30 |                 |     |             | Játékvezetők: Peter von Reth (NED), Craig Madden (GBR) |

| 1996. július 28. 09:00 | Pakisztán (PAK)                                   | 6–2   | Argentína (ARG)          | Játékvezetők: Craig Madden (GBR), Ayman Amin (EGY) |
| 1996. július 28. 09:00 | Ahmad 32', 45', 65' · Sarwar 51', 58' · Zaman 53' | (1–1) | Pérez 24' · J. Lombi 68' | Játékvezetők: Craig Madden (GBR), Ayman Amin (EGY) |

Az 5–8. helyért
| 1996. július 31. 11:00 | Nagy-Britannia (GBR) | 1–2   | Pakisztán (PAK)       | Játékvezetők: Roger St Rose (TRI), Henrik Ehlers (DEN) |
| 1996. július 31. 11:00 | Giles 7'             | (1–1) | Sarwar 11' · Khan 65' | Játékvezetők: Roger St Rose (TRI), Henrik Ehlers (DEN) |

Az 5. helyért
| 1996. augusztus 2. 08:30 | Dél-Korea (KOR)                                                                                        | 3–1   | Pakisztán (PAK) | Játékvezetők: Craig Madden (GBR), Richard Wolter (GER) |
| 1996. augusztus 2. 08:30 | Cson Dzsongha (Jeon Jong-Ha) 6' · Sin Szokkjo (Sin Seok-Gyo) 35' · Szong Szongthe (Song Seong-Tae) 68' | (2–1) | Ashraf 7'       | Játékvezetők: Craig Madden (GBR), Richard Wolter (GER) |

| Csapat          | Helyezés |
| --------------- | -------- |
| Pakisztán (PAK) | 6.       |

## Ökölvívás
| Versenyző             | Versenyszám     | Selejtező                  | Nyolcaddöntő                 | Negyeddöntő       | Elődöntő          | Döntő             | Helyezés |
| Versenyző             | Versenyszám     | Ellenfél Eredmény          | Ellenfél Eredmény            | Ellenfél Eredmény | Ellenfél Eredmény | Ellenfél Eredmény | Helyezés |
| --------------------- | --------------- | -------------------------- | ---------------------------- | ----------------- | ----------------- | ----------------- | -------- |
| Abdul Rashid Qambrani | Papírsúly       | Oleh Kirjuhin (UKR) · 3–17 | kiesett                      | kiesett           | kiesett           | kiesett           | 17.      |
| Ullah Usman           | Kisváltósúly    | Nordine Mouchi (FRA) · KO  | kiesett                      | kiesett           | kiesett           | kiesett           | 17.      |
| Abdul Rashid Baloch   | Váltósúly       | Jesús Flores (MEX) · 12–7  | Nurzsan Szmanov (KAZ) · 9–13 | kiesett           | kiesett           | kiesett           | 9.       |
| Safarish Khan         | Szupernehézsúly | erőnyerő                   | Duncan Dokiwari (NGR) · RSC  | kiesett           | kiesett           | kiesett           | 9.       |

## Úszás
Férfi
| Versenyző          | Versenyszám    | Előfutam | Előfutam | Előfutam | Döntő   | Döntő   | Döntő   | Helyezés |
| Versenyző          | Versenyszám    | Idő      | Hely.    | Össz.    | Típus   | Idő     | Hely.   | Helyezés |
| ------------------ | -------------- | -------- | -------- | -------- | ------- | ------- | ------- | -------- |
| Kamal Salman Masud | 100 m pillangó | 58,59    | 4.       | 57.      | kiesett | kiesett | kiesett | kiesett  |